# La signorina Cocotte
La signorina Cocotte (Mademoiselle Cocotte) è un racconto di Guy de Maupassant, facente parte della raccolta di racconti Chiaro di luna (Clair de lune) del 1883.

## Storia
La signorina Cocotte è stato pubblicato in precedenza sul quotidiano francese Gil Blas del 20 marzo 1883, firmato da Maupassant con lo pseudonimo di "Maufrigneuse". Lo stesso anno fu incluso nella  raccolta Chiaro di luna (Clair de lune) edito da Monnier. La trama è la stessa del racconto Storia di un cane (Histoire d'un chien), pubblicato per la prima volta sul quotidiano  Le Gaulois del 2 giugno 1881 e che sarà raccolto in volume solo nel 1957. La trama dei due racconti di Maupassant è molto simile a quella del racconto Mumù di Ivan Turgenev del 1854.

## Trama
L'io narrante, in visita a un manicomio, vede un ricoverato chiamare in continuazione un cane immaginario; spinto dalla curiosità, chiede a un medico di raccontargli la storia di quell'uomo. Il medico risponde che il malato, di nome François, è impazzito dopo aver annegato il proprio cane. François era cocchiere in una famiglia di ricchi borghesi che abitavano in una villa elegante circondata da un parco, sulle rive della Senna. Una sera, mentre ritornava nella villa padronale, François si vide seguito da una povera cagna di una magrezza spaventosa. Dopo vani tentativi di liberarsene, mosso da pietà, François adottò la povera bestia. François la chiamò "Cocotte", senza malizia, e scrisse quel nome su un collare di color rosso. Cocotte era un animale affettuoso e fedele, intelligente e mite, ma ben presto si scoprì un orribile difetto: era sempre in calore, attirava tutti i cani maschi circostanti, e poiché era molto fertile, partoriva regolarmente nidiate di cuccioli. Il padrone, spazientito, ordinò a François di sbarazzarsi di quella bestia se non voleva essere licenziato. François tentò invano di liberasi di Cocotte in maniera incruenta. Pensò anche di licenziarsi, ma non avrebbe trovato nessun lavoro finché si fosse portato dietro quella bestia scomoda. Trovò infine il coraggio di legarle una pietra pesante al collare e gettarla in acqua, e assistette alla straziante morte della bestia. Sconvolto, si ammalò e si riprese lentamente. Infine il padrone lo mandò in convalescenza in una tenuta in Normandia, nei pressi di Rouen. Mentre faceva un bagno nella Senna con un amico, François vide la carogna di un animale galleggiare; si avvicinò vide il collare con la scritta: "Signorina Cocotte, di proprietà del cocchiere François". Urlando, François uscì fuori dall'acqua e prese a fuggire in preda al panico, nudo, per la campagna. Era pazzo!

## Edizioni
- (FR) Guy de Maupassant, Mademoiselle Cocotte, in Clair de lune, illustrazioni di de Arcos ... [et al.], Paris, Monnier, 1883,  pp. 91-96.
- (FR) Mademoiselle Cocotte, in Clair de lune, Paris, P. Ollendorff, 1888.
- (FR) Mademoiselle Cocotte, in Maupassant, contes et nouvelles, texte établi et annoté par Louis Forestier, I, Paris, Gallimard, 1974, ISBN 978-2-07-010805-3.
- Chiaror di luna, collana Biblioteca romantica economica. Ser. 2 ; 313, traduzione di Enrico Aresca, Milano, Soc. Edit. Sonzogno, 1904.
- La signorina Cocotte, in Chiaro di Luna, traduzione di Rubino Rubini, Milano, Ed. Di Uomo (Tip. A. Cordani), 1944.
- Signorina Cocotte, in Chiar di luna, traduzione di Oreste Del Buono, Milano, Rizzoli, 1954.
- La signorina Cocotte, in Racconti, traduzione di Tiziana Goruppi, Roma, La Repubblica, 2004,  pp. 267-272, ISBN 88-89145-26-9.